# Adams-Toman
The Adams-Toman Aircraft Co was een Amerikaanse vliegtuigbouwer uit Aberdeen, Washington. Het bedrijf heeft maar bestaan gedurende de jaren 20. Het bedrijf bouwde onder andere de driepersoons ATA Cruiser.